# فیروزآباد (قائنات)
فیروز آباد روستایی در دهستان قائن بخش مرکزی شهرستان قائنات استان خراسان جنوبی ایران است. بر پایه سرشماری عمومی نفوس و مسکن در سال ۱۳۹۰ جمعیت این روستا ۲۹۳ نفر (در ۸۸ خانوار) بوده‌است.